# Майрена-дель-Альхарафе

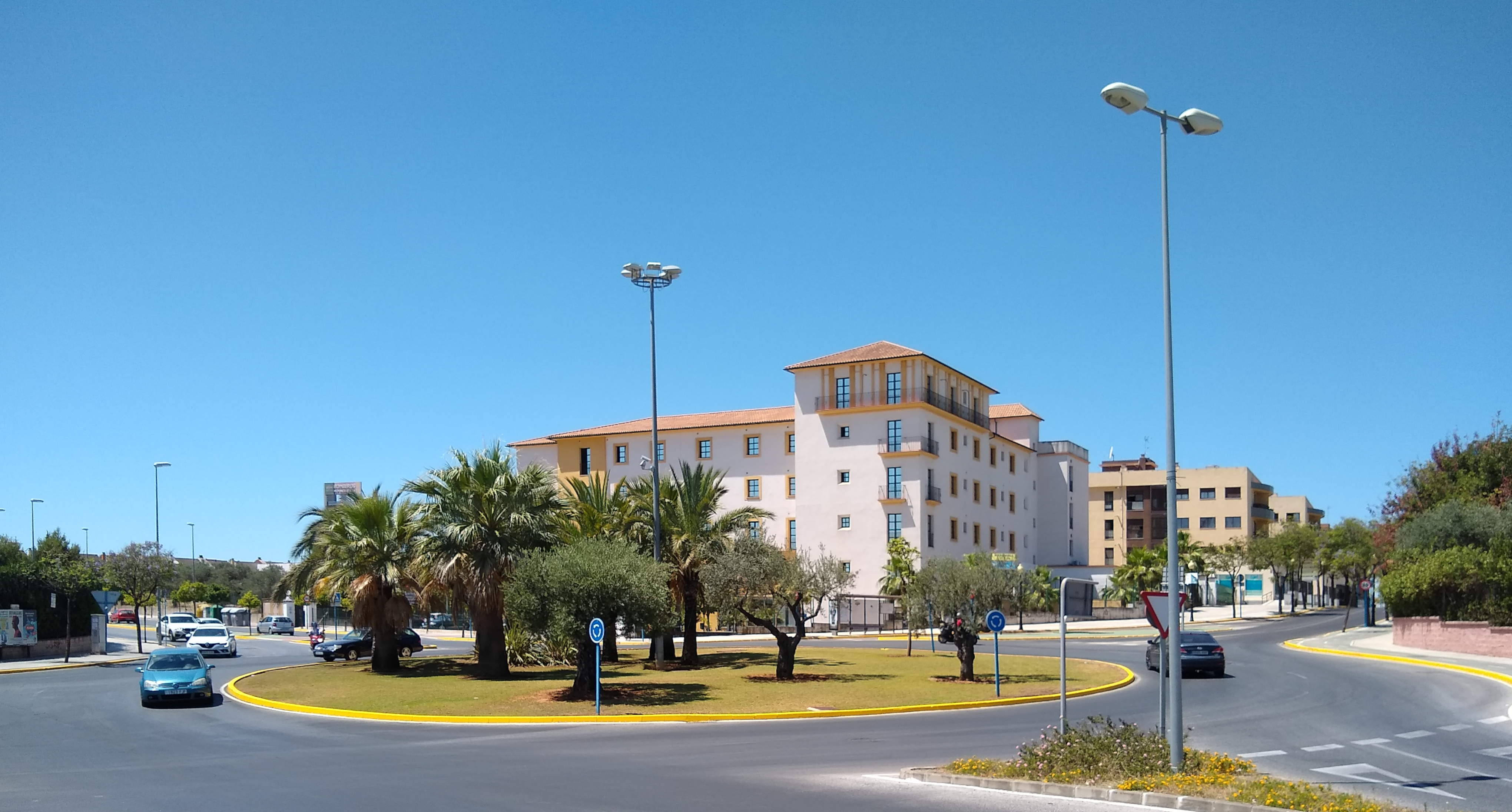
Майрена-дель-Альхарафе (2019)

Майрена-дель-Альхарафе (ісп. Mairena del Aljarafe) — муніципалітет в Іспанії, у складі автономної спільноти Андалусія, у провінції Севілья. Населення — 41 510 осіб (2010).
Муніципалітет розташований на відстані близько 400 км на південний захід від Мадрида, 7 км на південний захід від Севільї.

## Демографія
Динаміка населення (INE ):

## Галерея зображень

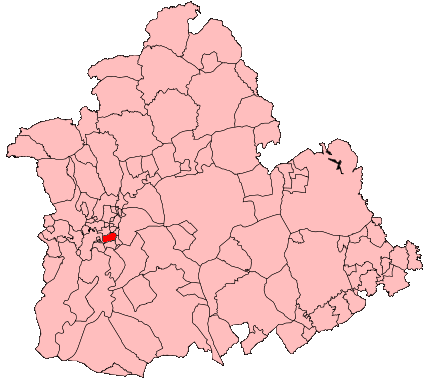
Розташування муніципалітету Майрена-дель-Альхарафе у провінції Севілья